# Steven Brand

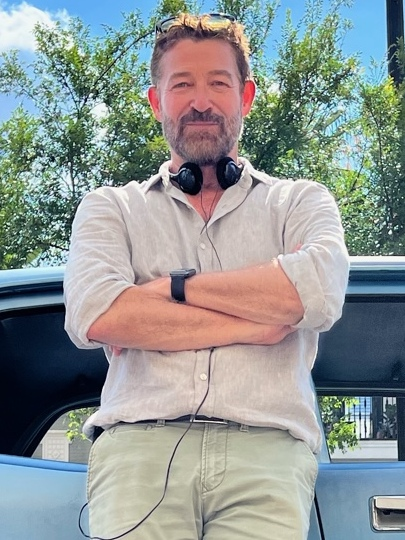
Steven Brand, 2022

Steven Brand (* 26. Juni 1969 in Dundee, Schottland) ist ein britischer Schauspieler, Synchronsprecher und Hörspielsprecher.

## Leben
Nach Mitwirkungen in vier Episoden der Fernsehserie The Darling Buds of May im Jahr 1993 folgte ein Jahr später eine Nebenrolle in Bedlam. Ab demselben Jahr bis 1995 stellte er die Rolle des Adam Cooke in der Fernsehserie Casualty dar. Es folgten Episodenrollen in verschiedenen Fernsehserien. Von 2000 bis 2001 war er als Chris Rawlings in insgesamt 23 Episoden der Fernsehserie Doctors zu sehen. 2002 besetzte er neben Dwayne Johnson eine der Hauptrollen in The Scorpion King. Im Folgejahr übernahm er im Fernsehfilm Das Tagebuch der Ellen Rimbauer ebenfalls eine Hauptrolle. Anschließend folgten auch verstärkt Besetzungen in US-amerikanischen Fernsehserien und Spielfilmen. 2008 verkörperte er die Rolle des Severin in allen sechs Episoden der Mini-Serie Samurai Girl. Nach Hauptrollen in Triassic Attack (2010) und Hellraiser: Revelations – Die Offenbarung (2011) war er von 2014 bis 2016 in der Fernsehserie Teen Wolf als Dr. Gabriel Valack und 2015 in der Fernsehserie Secrets and Lies in der Rolle des Dr. Joseph Richardson zu sehen. 2017 hatte er eine Rolle im dreiteiligen deutschen Fernsehfilm Der gleiche Himmel.
Seit 2007 ist er mit der Schauspielerin Devon Sorvari liiert. Neben seiner Tätigkeit als Schauspieler arbeitet er auch als Synchronsprecher und lieh dem Charakter Alexander Anderson im Anime Hellsing und dessen Ableger Hellsing Ultimate seine Stimme. Zudem war er in der Videospielreihe Star Wars: The Old Republic zu hören. Er übernahm bisher in über 50 Hörspielen Sprechrollen.

## Filmografie

### Schauspieler
- 1993: The Darling Buds of May (Fernsehserie, 4 Episoden)
- 1994: Bedlam
- 1994–1995: Casualty (Fernsehserie, 20 Episoden)
- 1998: Taggart (Fernsehserie, Episode 14x05)
- 1998: Babes in the Wood (Fernsehserie, Episode 1x04)
- 1999: Wing and a Prayer (Fernsehserie, Episode 2x04)
- 1999: The Bill (Fernsehserie, Episode 15x12)
- 1999: Psychos (Mini-Serie, 3 Episoden)
- 1999: Love in the 21st Century (Fernsehserie)
- 2000: Heartbeat (Fernsehserie, Episode 9x19)
- 2000–2001: Doctors (Fernsehserie, 23 Episoden)
- 2001: The Savages (Fernsehserie, Episode 1x06)
- 2001: The Mind of the Married Man (Fernsehserie)
- 2002: The Scorpion King
- 2003: Das Tagebuch der Ellen Rimbauer (The Diary of Ellen Rimbauer) (Fernsehfilm)
- 2003: Mystery Woman (Mini-Serie, Episode 1x01)
- 2004: CSI: Vegas (CSI: Crime Scene Investigation) (Fernsehserie, Episode 5x04)
- 2005: McBride: The Chameleon Murder (Fernsehfilm)
- 2005: Navy CIS (NCIS) (Fernsehserie, Episode 2x16)
- 2005: Alien Express (Fernsehfilm)
- 2005–2006: Point Pleasant (Fernsehserie, 3 Episoden)
- 2007: Treasure Raiders
- 2007: The Nine – Die Geiseln (The Nine) (Fernsehserie, Episode 1x09)
- 2007: Say It in Russian
- 2007: Shark (Fernsehserie, Episode 2x07)
- 2008: Stone & Ed
- 2008: 15-40 (Kurzfilm)
- 2008: XII
- 2008: Samurai Girl (Mini-Serie, 5 Episoden)
- 2008: The Human Contract
- 2008: The Apostles (Fernsehfilm)
- 2009: CSI: Miami (Fernsehserie, Episode 7x19)
- 2009: Mistresses – Aus Lust und Leidenschaft (Mistresses) (Fernsehserie, 6 Episoden)
- 2009: 90210 (Fernsehserie, Episode 2x01)
- 2010: Covert Affairs (Fernsehserie, Episode 1x02)
- 2010: Navy CIS: L.A. (NCIS: Los Angeles) (Fernsehserie, Episode 2x02)
- 2010: Triassic Attack (Fernsehfilm)
- 2011: Human Target (Fernsehserie, Episode 2x13)
- 2011: Hellraiser: Revelations – Die Offenbarung (Hellraiser: Revelations)
- 2011: The Cabin (Fernsehfilm)
- 2011: The Stand-In (Kurzfilm)
- 2012: Castle (Fernsehserie, Episode 4x12)
- 2012: Magic City (Fernsehserie, 2 Episoden)
- 2012: The Asset (Fernsehfilm)
- 2013: Saving Lincoln
- 2013: The Cloth – Kampf mit dem Teufel (The Cloth)
- 2014: Men at Work (Fernsehserie, Episode 3x02)
- 2014: Telling of the Shoes
- 2014: Enormous (Fernsehserie, Episode 1x01)
- 2014: Echoes
- 2014: Galyntine (Fernsehfilm)
- 2014–2016: Teen Wolf (Fernsehserie, 7 Episoden)
- 2015: Secrets and Lies (Fernsehserie, 5 Episoden)
- 2015: The Syndicate (Fernsehserie, 2 Episoden)
- 2016: Das Jerico Projekt (Criminal)
- 2016: Accidental Switch (Fernsehfilm)
- 2016: Trial
- 2016: New Blood – Tod in London (New Blood) (Fernsehserie, 3 Episoden)
- 2016: Agatha Raisin (Fernsehserie, Episode 1x07)
- 2016: No Tomorrow (Fernsehserie, Episode 1x10)
- 2017: Mayhem
- 2017: Der gleiche Himmel
- 2017: General Hospital (Fernsehserie, 4 Episoden)
- 2017: Midwife (Kurzfilm)
- 2017: Demons
- 2017: Hawaii Five-0 (Fernsehserie, Episode 8x03)
- 2019: Safe Inside
- 2019: In the Campfire Light (Kurzfilm)
- 2020: Alex Rider (Fernsehserie, 2 Episoden)
- 2020: Der Befreier (The Liberator) (Fernsehserie, Episode 1x02)
- 2020: Righteous Villains
- 2023: Saw X

### Synchronsprecher
- 2001–2002: Hellsing (Herushingu) (Zeichentrickserie, 13 Episoden)
- 2006–2011: Hellsing Ultimate (Zeichentrickserie, 5 Episoden)
- 2011: Star Wars: The Old Republic (Videospiel)
- 2013: Star Wars: The Old Republic – Rise of the Hutt Cartel (Videospiel)
- 2015: The Order: 1886 (Videospiel)
- 2019: Star Wars: The Old Republic – Onslaught (Videospiel)

### Filmschaffender
- 2012: Cowboys and Dissidents (Kurzfilm) (Ton)
- 2018: 'He's Watching' (Fernsehfilm) (Regie)